# Список персонажей «С любовью, Хина»
В списке перечислены вымышленные персонажи манги и аниме «С любовью, Хина» автора Кэна Акамацу. Сюжет повествует Кэйтаро Урасиме, который после неудачных попыток поступить в Токийский университет становится руководителем женского общежития. 
Персонажи стали объектом внимания со стороны обозревателей. Кристофер Макдональд в качестве положительных сторон выделял опрятный дизайн персонажей и яркие цвета в их прорисовке. Положительные отзывы о героях оставили кинокритик Гарри Ноулз и обозреватель THEM Anime. Бамбу Донг поначалу назвала персонажей забавными, однако впоследствии указала на то, что они постепенно начинают раздражать.

## Основные
- Кэйтаро Урасима (浦島 景太郎 Урасима Кэйтаро:) — девятнадцатилетний парень, нерешительный, очень мечтательный. Занимается рисованием[6]. Сильно близорук — без очков практически ничего не видит. Неловкий во всём, в том числе в отношениях с девушками. В «Хинате» регулярно попадает в неловкие ситуации[7]. Например, вваливается в купальню девушек или, через дыру в полу, в комнату Нарусэгавы, не потому, что специально хочет подглядывать, а просто машинально, не задумываясь о последствиях. Учится плохо, несколько раз проваливал экзамены в университет с практически нулевыми отметками[6]. В детстве дал обещание одной девочке, но, повзрослев, не мог ни её имени, ни лица[8]. Кэйтаро влюблён в Нару и задаётся вопросом: не та ли это подружка из раннего детства, которой он дал обещание? И если не та, то что делать с чувствами, которые он к ней испытывает? Кэйтаро регулярно пытается поступить в Токийский университет[3], он уверен, что после этого его жизнь немедленно наладится. Очень добрый и отзывчивый, всегда готов прийти на помощь. Так, например, Кэйтаро помог Синобу Маэхаре справиться с семейными проблемами. В действительности к нему неравнодушны все девушки «Хинаты», каждая по-своему, хотя внешне это проявляется лишь иногда. В конечном итоге поступил-таки в Тодай и в ходе некоторых событий стал штатным археологом. В эпилоге манги показана свадьба Кэйтаро с Нару.

Сэйю — Юдзи Уэда
- Нару Нарусэгава (成瀬川 なる Нарусэгава Нару) — семнадцатилетняя девушка, недавно закончившая школу, которая живёт в «Хинате». Она пытается поступить в То-дай, потому что в школьные годы была влюблена в репетитора из этого университета, учившего её и Мицунэ. Нару часто бьёт Кэйтаро, когда ей кажется, что парень подглядывает за ней или другими девушками, «пялится» слишком откровенно или говорит что-нибудь, по её мнению, двусмысленное. Хотя с самого начала сериала Нару влюбляется в Кэйтаро, она никак не может признаться в этом не только ему и окружающим, но даже самой себе, так что её чувства проявляются в форме агрессии, иногда совершенно немотивированной, и пренебрежительных словах типа «Да что может быть хорошего в этом похотливом извращенце?». Близорука, носит очки, без которых, как и Кэйтаро, практически ничего не видит[9]. Является той самой девочкой, которой Кэйтаро дал обещание в детстве, хотя и не помнит этого. Впоследствии Кэйтаро откопал из старой песочницы «капсулу времени» в виде Лиддо, которую они закопали там 15 лет назад.

Сэйю — Юй Хориэ
- Муцуми Отохимэ (乙姫 むつみ Отохимэ Муцуми) — девушка одного с Кэйтаро возраста, живёт на одном из островов Окинавы. Тоже пытается поступить в Токийский университет, но постоянно заваливает вступительные экзамены[2], хотя задания решает очень легко. Её проблема в слабом здоровье, из-за которого она может упасть в обморок на экзамене или перед ним, а также забывчивости и легкомыслии: она просто забывает подписать свою великолепно выполненную работу. В детстве жила рядом с «Хинатой». Кэйтаро ей нравится, и она этого не скрывает. В отличие от Нару, готовой избить парня за любое случайное прикосновение и нескромный взгляд, Муцуми к подобным вещам относится спокойно, как к любому проявлению внимания. Любит арбузы. Несмотря на свою любовь к Кэйтаро, постоянно пытается сблизить его с Нару, вплоть до шуточной свадьбы на Окинаве.

Сэйю — Сацуки Юкино
- Синобу Маэхара (前原 しのぶ Маэхара Синобу) — девочка четырнадцати лет, учится в той же школе, что и Каолла. Её родители держали небольшой ресторан, но поссорились и решили развестись и разъехаться. Синобу очень не хотела уезжать, поскольку совсем недавно начала осваиваться в новой школе. Кэйтаро помог ей, предложив пожить в Хинате и взяв ответственность на себя. Синобу очень стеснительная[8]. Хорошо готовит[6]. Влюблена в Кэйтаро, радуется любому случаю пообщаться с ним.

Сэйю — Курата Масаё
(мать Синобу (г-жа Маэхара) Сэйю -Хироми Цуру; отец Синобу (Ясюхара Маэхара) Сэйю -Масаси Эбара)
- Мотоко Аояма (青山 素子 Аояма Мотоко) — наследница древней школы кэндо[8] Симмэй Рю, учится в старшей школе, живёт в гостинице Хината. Характер строгий, свободное время проводит в тренировках и медитациях. Ученицы боготворят Мотоко, с радуясь любому случаю поговорить с ней или провести вместе какое-то время, несмотря на её внешнюю суровость и неприветливость. Мотоко с подозрением относится ко всем мужчинам после того, как её старшая сестра влюбилась и вышла замуж, бросив, по мнению ещё маленькой тогда Мотоко, её и семейное искусство. Не понимает отношений мужчины и женщины и опасается, что любовь к мужчине может навредить её мастерству. Внешне неодобрительно относится к Урасиме, часто говорит, что «парень в женском общежитии — вечный источник головной боли». Маниакально ненавидит и боится черепах. По сюжету влюбляется в Кэйтаро[10], становясь довольно серьёзной конкуренткой Нару, считает себя совершенно неженственной. По примеру Кэйтаро (и чтобы быть ближе к нему) также пытается поступить в Тодай, и также по примеру Кэйтаро становится трижды-ронином, однако всё-таки поступает на факультет права. В 13 томе осознаёт, что гораздо слабее своей старшей сестры, из-за чего ломает её меч и решается постричься в монахи (волосы обрезает, однако обеты никакие дать не успевает — её останавливает Кэйтаро, заявляя, что она может победить её сестру и торжественно вручает ручку, с которой не расставался на протяжении всего своего ронинства (Мотоко же замечает, что из неё так и сочиться Джаки — негативная энергия). В ходе некоторых событий становиться владелицей меча Хины — катаны с черным лезвием и проклятым духом Ёто Хины внутри.

Сэйю — Ю Асакава
- Каолла Су (カオラ ・スゥ Каора Су:) — школьница, приехавшая учиться по обмену в Японию[8]. Про страну, из которой она родом, почти ничего неизвестно, кроме того что она похожа на Индию. Су постоянно ведёт себя подчёркнуто «по-детски», она энергична[8], всё время вытворяет что-нибудь экстремальное, подбивает подружек на различные авантюры. При этом она — гениальный механик и инженер-электронщик, мастерит механизмы на радиоуправлении, транспортные средства, оружие. Говорит, что когда вырастет, вернётся домой и откроет школу, чтобы обучать детей наукам и технике и, в конце концов, добиться превосходства своей родины над Японией в высоких технологиях. Кэйтаро ей нравится, потому что он — одно лицо с её старшим братом, оставшимся на родине, за которого Су, согласно обычаям, должна вскоре выйти замуж. Но замуж Су не собирается, потому что привыкла воспринимать брата именно как брата, да и не хочет расставаться с детством. Временами по ночам, в соответствующем настроении, и при свете красной луны перевоплощается из девочки-подростка в практически взрослую, сформировавшуюся девушку[5]. Также в конце серии раскрывается, что она принцесса Молмола, острова, находящегося где-то в Тихом Океане.

Сэйю — Рэйко Такаги
- Мицунэ Конно или Кицунэ (紺野 みつね Конно Мицунэ) — школьная подруга Нару, гораздо более развитая и раскованная. Немного похожа на лисичку как лицом, так и поведением, чем и заслужила своё прозвище Кицунэ (по-японски — лиса)[9]. Обожает смущать Кэйтаро, очень хитра, любит выпить и повеселиться[8], манипулировать людьми ради своей выгоды или забавы[11]. Как-то всегда получается, что понравившиеся Кицунэ парни влюбляются в Нару, а не в неё, поэтому Кицунэ в глубине души завидует подруге, но зла на неё не держит. Интересуется Кэйтаро как мужчиной, но скорее из-за его денег (бабушка Хина объявила, что передаст Хинату Кэйтаро в полное владение лишь в том случае, если он представит ей свою невесту).

Сэйю — Дзюнко Нода
- Харука Урасима — молодая женщина, приходится тётей Кэйтаро[6], содержит чайную неподалёку от «Хинаты», с тем же названием, летом открывает чайную на берегу моря. Не любит, когда Кэйтаро называет её «тётей», поправляет его: «Называй меня Харука-сан!». Задумчивая, рассудительная. Особенность внешности: сигарета, постоянно торчащая в углу рта. Когда-то в юности у неё был роман с Сета Нориясу. В 18-й серии выясняется, что она неплохо поёт. Романтические чувства к Сэте у неё сохранились и на момент начала манги. В конце 13 тома она выходит за него замуж.

Сэйю — Мэгуми Хаясибара
- Нориясу Сэта (яп. 瀬田 記康 Сэта Нориясу) — преподаватель из То-дая, историк и археолог, постоянно в разъездах, ищет следы древних культур, особенно интересуется «древней черепаховой культурой», символом которой является черепаха. В старших классах был репетитором Нарусэгавы и Кицунэ. Девушки восхищались преподавателем, были в него влюблены, именно из-за него Нару решила поступать в То-дай. Периодически появляется поблизости от «Хинаты», однажды оставляет на попечение девушек свою подопечную Сару МакДугал. Однажды познакомившись с Кэйтаро, постоянно предлагает ему работу на раскопках. Легкомысленный, не склонен заботиться о ком-либо кроме Сары и задумываться, какое впечатление он производит на окружающих. Ездит на небольшом белом микроавтобусе, регулярно во что-нибудь врезаясь. Кроме того, Сэта является непревзойденным знатоком боевых искусств и способен расправиться с любым противником голыми руками.

Сэйю — Ясунори Мацумото
- Сара МакДугал (サラ・マクドゥガル Сара МакуДугару) — 9-летняя девочка со светлыми волосами, путешествующая вместе с Нориясу. Сара имеет дядю в Калифорнии. Называет Нориясу Сэту «папой», старается постоянно оставаться с ним. Её мать, ныне умершая, прежде работала с Сетой и Харукой на археологических раскопках и конкурировала за внимание Сеты. Когда Сэта оставляет Сару в «Хинате», она постоянно вредит Кэйтаро, но быстро сходится с Каолой Су и с удовольствием участвует в её проделках. В аниме показано, что у Сары на спине большой шрам, поэтому она не любит её оголять, в манге же причина более чем тривиальна — у неё на левой ягодице есть маленькая татуировка панды, которой она дико стесняется.

Сэйю — Юмико Кобаяси
- Канако Урасима (яп. 浦島・可奈子 Урасима Канако) — младшая сводная сестра Кэйтаро. Она жила в семье Урасима с раннего детства и всегда очень любила своего сводного брата. Появляется в OVA-сериале «Love Hina Again» и пытается отбить Кэйтаро у Нарусэгавы. Сначала выглядит жестокой, беспринципной, готовой на всё, чтобы добиться своей цели. В действительности оказывается неплохой, честной и доброй девушкой, очень любящей Кэйтаро и боящейся остаться одной. Отличительная особенность Канако — каким-то образом она умеет перевоплощаться в других людей, причём отличить подделку от оригинала крайне трудно — она копирует не только внешность, но и голос, и манеру разговаривать. Её всюду сопровождает странный зверёк — небольшая летающая говорящая кошка с огромными ушами. Одевается в стиле готической лолиты, и также старается одеть и всех остальных девушек (именно у неё Мотоко взяла тот костюм горничной, когда попыталась отказаться от пути меча).

Сэйю — Куватани Нацуко

## Второстепенные
- Амалла Су (アマラ・スゥ Амара Су:) — старшая сестра Каоллы Су, которая временами появляется в «Хинате» или поблизости. Внешне похожа на «взрослый» вариант Каоллы, влюблена в их старшего брата. Её всюду сопровождает белый летающий крокодил, которым она управляет с помощью музыки и пения.

Сэйю — Ая Хисакава
- Ранба Ру — принц. Кузен Амаллы и Каолы. Внешне он — точная копия Кэйтаро, только более смуглый. По характеру и поведению, однако, от Кэйтаро он очень сильно отличается: он уже вполне взрослый, ведёт себя спокойно и достойно, отнюдь не склонен засматриваться на девушек или вести себя в их присутствии неадекватно. Из-за внешнего сходства девушки «Хинаты» путают его с Кэйтаро, исключение составляет только Отохимэ — для неё Ранба Ру и Кэйтаро изначально настолько сильно отличаются, что спутать их невозможно. Появляется только в аниме, хотя и упоминается в манге Каоллой.

Сэйю — Юдзи Уэда
- Хина Урасима (浦島・ひなた Урасима Хината) — бабушка Хина, владелица гостиницы «Хината»[12].

Сэйю -Масако Нодзава
- Кэнтаро Саката (яп. 坂田 健太朗 Саката Кэнтаро:) — одноклассник Нару. Ходил с ней на выпускной вечер в школе, потом пытался пригласить её на свидание. Самоуверенный и самовлюблённый, катающийся на собственной машине, а при желании могущий взять хоть собственный самолёт. Гордится своей житейской опытностью, способностью точно рассчитать любой поворот событий, знанием психологии девушек, хотя на практике постоянно садится в лужу со всеми своими знаниями и умениями. Появляется только в аниме, в манге не упоминается.

Сэйю -Рютаро Окиаю
- Мэй Нарусэгава (яп. 成瀬川 メイ Нарусэгава Мэй) — младшая сестра Нару. В манге Нару описывает её как сводную сестру, тогда как в аниме Мэй упоминает, что «Мой отец женился на её матери». Она пыталась свести Кэйтаро и Мицуми вместе, надеясь, что если Кэйтаро уйдет, то Нару вернется домой. Мэй появляется только в последней главе манги, хоть и упоминается раньше.

Сэйю -Юри Сиратори
- Цуруко Аояма (青山・鶴子 Аояма Цуруко) — старшая сестра Мотоко.

Сэйю -Мики Нагасава
- Кимиаки Сирай (яп. 白井 功明 Сирай Кимиаки) и Масаюки Хайтани (яп. 灰谷 真之 Хайтани Масаюки) — два приятеля Кэйтаро, недалёкие и неудачливые. Так же, как и он, пытаются поступить в То-дай, но не проходят. Постоянно пытаются познакомиться с привлекательными девушками на улице, но делают это бездарно и ничего в итоге не добиваются, лишь временами нарываясь на неприятности. Иногда пытаются просветить Кэйтаро, научить его, как правильно обращаться с девушками, помочь ему, но ни советы, ни их помощь не приносят Кэйтаро ничего, кроме неприятностей. Вечно появляются вместе. В то же время Масаюки раньше своих друзей смог поступить в университет, а Кимиаки прекрасно разбирается в компьютерах. Одним из частых гэгов сериала является ситуация, что девушки в «Хинате» не могут вспомнить при встрече, кто они такие.

Кимиаки Сирай Сэйю -Митио Миясита Масаюки Хайтани Сэйю -Хироюки Ёсино
- Акико Тайти (太地 ・亜紀子 Тайти Акико) — учитель Синобу.

Сэйю — Мэгуми Хаясибара
- Друзья Мотоко — Сатиё, Эми, Кикуко.

Сатиё Мацумото (松本・幸代 Мацумото Сатиё), Эми Итикава (市川・えみ Итикава Эми) (Сэйю — Юки Хокимото) и Кикуко Оноэ (尾上・菊子 Оноуэ Кикуко) (Сэйю — Акита Мадока)
- Эма Маэда — девушка с хамелеоном. Появляется в 2 последних главах манги (эпилоги).

- Нямо Намо (яп. ニャモ・ナーモ Нямо На:мо) — жительница острова Параракэлсэ, куда Кэйтаро сбежал, решив, что провалил вступительный экзамен. Она работает вместе с Сэтой, желая продолжить дело своего деда. Нямо очень похожа на Синобу, потому очень быстро с ней подружилась. У неё есть питомец — гигантская черепаха по имени Гидгет.

Сэйю -Нана Мидзуки
- Кэйсукэ Урасима (浦島・景介 Урасима Кэйсукэ)— прадед Кэйтаро. Появляется только в аниме.
- Старые мудрецы около города — появляются в тумане, чтобы дать героям совет. Исчезают в облаке пара. Присутствуют только в аниме.
- Кэн Акамацу — владелец яхты. В аниме герои помогали раздавать ему мангу "Love Hina" с автографами.

Сэйю — Кэн Акамацу

## Кукла
- Моэ (萌) — Кукла, которая принадлежала деду Кейтаро, когда тому было 20 лет. Из-за схожести между Кэйтаро и его дедом вышла небольшая путаница. Её голос могут слышать лишь Кэйтаро, Нару и Муцуми.

Сэйю — Сатоми Короги